# 台灣媒體觀察教育基金會
財團法人台灣媒體觀察教育基金會，簡稱媒觀，是由台灣的學者、媒體工作者於1999年成立的公民團體。致力於媒體素養教育的推廣、媒體公民權利、媒體勞動權益等。現任董事長為國立中正大學傳播學系教授羅世宏。

## 宗旨與目標
媒觀基金會的成立宗旨為「維護新聞自由、落實媒體正義、促進媒體自律和保障人民知的權利」。其成員認為美好而健全的媒體，將會是社會良莠的關鍵。同時，基於媒體對社會的功能與責任與制衡原則，媒觀基金會認為媒體也需要接受觀察和監督。
媒觀基金會基於其核心宗旨，訂定六項工作目標。分別為：提升大眾傳媒及其從業人員的專業表現、維護大眾傳媒從業人員的基本權益與專業且獨立的工作環境、保障人民基本人權與傳播權利、推廣全民媒體素養教育、協助建構多元民主和公共的傳媒體制、以及整合公民社會力量推動媒體改造。

## 歷史
2017年3月13日，民主進步黨立法委員陳明文等人提案制定《反滲透法》，理由是規範假新聞、避免假新聞影響政府施政。2017年3月14日，媒觀駁斥，假新聞的問題不該透過立法解決，台灣公民普遍缺乏媒體素養教育才是媒體亂象的源頭，在討論假新聞之前應該先具備界定假新聞的公信力基礎，否則立法規範假新聞只會變成當代文字獄。
2018年4月19日，媒觀與優質新聞發展協會共同成立台灣事實查核中心。2019年2月25日，媒觀、台灣新聞記者協會與無國界記者在社會創新實驗中心簽署合作協議。

## 活動
- 卯上主流！媒體與文化行動營隊
- 媒觀講堂
- 志工活動

## 歷屆董監事

### 第一屆

#### 董事
- 賀德芬（董事長）：台大法律系教授
- 王念慈：大好傳播工作室負責人
- 李元貞：淡江大學中文系副教授（89.11.23辭任董事）
- 吳京：成功大學水利系教授
- 徐佳士：政大新聞系退休教授
- 胡佛：台大政治系教授
- 林照真：中國時報資深記者（89.11.23辭任董事）
- 林百里：廣達電腦創辦人
- 陳世敏：政大新聞系教授
- 陳藹玲：富邦文教基金會執行長
- 陳傳岳：萬國律師事務所主持律師
- 楊國樞：台大心理系教授
- 郭承豐：新觀念雜誌社董事長
- 簡靜惠：洪健全教育文化基金會董事長
- 蔡敦浩：國立中山大學管理學院兼傳播學院院長
- 蘇正平：台灣日報總主筆（89.11.23辭任董事）

### 第二屆

#### 董事
- 馮建三（董事長）：政大新聞系教授
- 王念慈：大好傳播工作室負責人
- 吳京：成功大學水利系教授
- 李鍾桂：中國青年救國團主任
- 林孝信：全國社區大學促進會常務理事
- 陳藹玲：富邦文教基金會執行長
- 曾志朗：中央研究院副院長
- 黃虹霞：萬國法律事務所律師
- 楊忠雄：信大水泥董事長
- 賀德芬：台大法律系教授
- 蘇友辰：中華民國律師公會全國聯合會秘書長
- 顏厥安：台大法律系教授
- 皇甫河旺：世新大學教授

### 第三屆

#### 董事
- 管中祥（董事長）：世新大學廣電系助理教授
- 王念慈：大好傳播工作室負責人
- 吳京：成功大學水利系教授
- 林孝信：全國社區大學促進會常務理事
- 郭力昕：政大廣電系講師
- 陳世敏：中華傳播學會榮譽理事長
- 陳藹玲：富邦文教基金會執行長（94.8.3辭任董事）
- 曾志朗：中央研究院副院長（95.1.9辭任董事）
- 馮建三：政大新聞系教授
- 黃虹霞：萬國法律事務所律師
- 賀德芬：南華大學公共行政與政策研究所教授
- 劉靜怡：台大國家發展研究所副教授
- 蘇友辰：中華民國律師公會全國聯合會秘書長（95.1.16辭任董事）
- 林麗雲：台大新聞所副教授
- 林照真：交通大學傳播與科技學系助理教授
- 游靜：政大廣電系助理教授

### 第四屆董事

#### 董事
- 管中祥（董事長）：中正大學傳播學系暨電訊傳播研究所助理教授
- 王念慈：大好傳播工作室負責人
- 林福岳：東華大學民族語言與傳播學系助理教授
- 林孝信：全國社區大學促進會常務理事
- 林麗雲：台灣大學新聞所副教授
- 胡元輝：中正大學傳播學系暨電訊傳播研究所副教授
- 高涌誠：元貞聯合法律事務所律師
- 郭力昕：政治大學廣播電視學系副教授
- 馮建三：政治大學新聞系教授
- 賀德芬：台灣大學法律系退休教授，公共電視文化事業基金會第一屆常務監事
- 劉靜怡：台灣大學國家發展研究所副教授
- 羅世宏：中正大學傳播學系暨電訊傳播研究所副教授
- 顧秀賢：南島社區大學主任秘書

### 第五屆

#### 董事
- 鄭瑞城（董事長）：高等教育評鑑中心董事長
- 林孝信：全國社區大學促進會常務理事
- 林福岳：中國文化大學大眾傳播系助理教授
- 高涌誠：元貞聯合法律事務所律師
- 郭力昕：政治大學廣播電視學系副教授
- 馮建三：政治大學新聞系教授
- 管中祥：中正大學傳播學系暨電訊傳播研究所副教授
- 劉靜怡：台灣大學國家發展研究所副教授
- 羅世宏：中正大學傳播學系暨電訊傳播研究所副教授
- 邱毓斌：中山大學社會系助理教授
- 黃榮村：中國醫藥大學校長，候任考試院院長
- 蕭昭君：東華大學課程設計與潛能開發系副教授
- 賴鼎銘：世新大學前校長

#### 監事
- 林麗雲：台灣大學新聞所副教授
- 胡元輝：中正大學傳播學系暨電訊傳播研究所副教授，前公共電視文化事業基金會總經理
- 魏明光：昇陽房產集團董事長

## 外部連結
- 台灣媒體觀察教育基金會 （页面存档备份，存于）
- 台灣媒體觀察教育基金會的Facebook專頁
- YouTube上的台灣媒體觀察教育基金會頻道
- 台灣媒體觀察教育基金會的Instagram帳戶
- 資料庫 （页面存档备份，存于）